# Angie Turner King
Angie Lena Turner King  (* 9. Dezember 1905 in Elkhorn, McDowell County, West Virginia; † 28. Februar 2004 in Institute, Kanawha County, West Virginia) war eine amerikanische Chemikerin, Mathematikerin und Hochschullehrerin. Sie war eine der ersten afroamerikanischen Frauen, die einen Abschluss in Chemie und Mathematik erlangten, und war außerordentliche Professorin am West Virginia State College.

## Leben und Werk
King war die älteste Tochter von William und Laura Turner. Sie war die Enkelin von Sklaven und lebte eine Zeit lang bei ihrer Großmutter, nachdem ihre Mutter gestorben war und ihr Vater bei einem Kohlebergbauunglück ums Leben gekommen war. Sie schloss die High School 1919 im Alter von 14 Jahren ab und erhielt 1923 ihren Abschluss am Bluefield Colored Institute in Bluefield (West Virginia). Anschließend studierte sie Chemie und Mathematik und finanzierte sich ihr Studium als Kellnerin und Tellerwäscherin. Sie erhielt 1927 ihren Bachelor-Abschluss (mit Auszeichnung) am West Virginia State College (WVSC). Ihre Abschlussarbeit handelte von ihren Studien zu Lösungen von Gerbsäure und Eisenoxidhydrat.
Sie unterrichtete Mathematik an der Teacher-Training High School des WVSC und während der Sommermonate besuchte sie die Graduiertenschule der Cornell University, wo sie 1931 einen Master-Abschluss in physikalischer Chemie bei Thomas R. Briggs erhielt.
Nachdem sie acht Jahre lang an der High School unterrichtet hatte, wurde King außerordentliche Professorin am West Virginia State College. Nach Ausbruch des Zweiten Weltkriegs unterrichtete sie Soldaten der Army Specialized Training Program (ASTP)-Einheit des Staates West Virginia in Chemie.
1946 heiratete sie Robert Elemore King, mit dem sie fünf Töchter bekam. Sie setzte ihr Studium im Bereich Pädagogik an der University of Pittsburgh unter der Leitung von John A. Nietz fort. Sie promovierte 1955 in Philosophie mit der Dissertation An Analysis of Early Algebra Textbooks Used in American Secondary Schools before 1900.
Sie war Mentorin mehrerer Studenten, darunter der Entomologin und afroamerikanischen Aktivistin Margaret S. Collins, der Mathematikerin Katherine Johnson und des Physikers Jasper Brown Jeffries vom Manhattan Project.
Sie ging 1980 in den Ruhestand und erhielt 1992 einen Ehrendoktortitel der Rechtswissenschaften von der WVSC.
Sie war Gründungsmitglied des Alpha-Omicron-Omega-Chapters der Sorority Alpha Kappa Alpha, das im Oktober 1929 am Institute gegründet wurde. Von 1935 bis 1937 war sie Präsidentin des Chapters und wurde 1968 von Alpha Kappa Alpha mit einer Ehrenurkunde für die Schwesternschaft geehrt. Neben zahlreichen anderen Mitgliedschaften war sie Mitglied der American Chemical Society, der West Virginia Academy of Science und der American Association of University Professors.
King lebte weiterhin in ihrem Haus auf dem Campus des WVSC und starb 2004 im Alter von 98 Jahren in Institute (West Virginia).